# Tlumivka

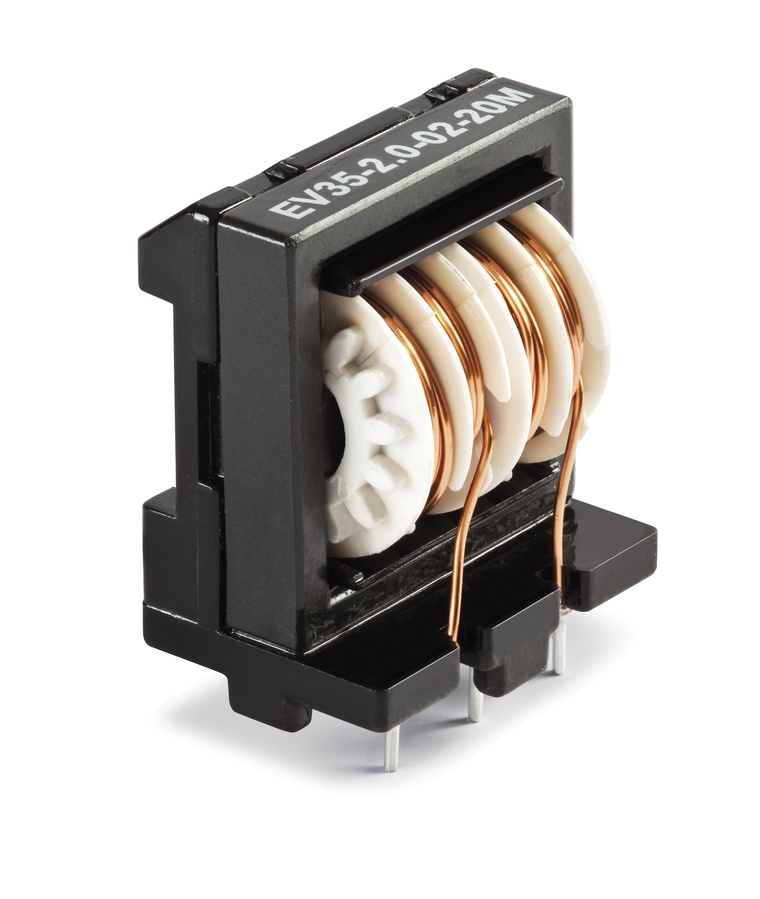
Tlumivka

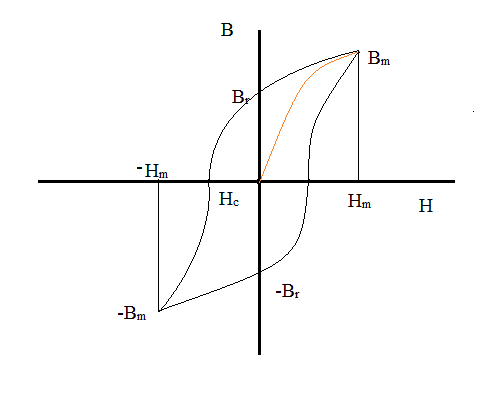
Hysterezní smyčka (křivka): B_{r} - remanentní (zbytková) magnetická indukce, H_{c} - koercitivní magnetická intenzita, při které je dosaženo nulové magnetické indukce, B_{m} - maximální magnetická indukce při nasycení, H_{m} - magnetická intenzita při níž je dosaženo nasycení magnetického materiálu a magnetická indukce s dalším zvyšováním magnetické intenzity již neroste. je křivka prvotní magnetizace feromagnetika

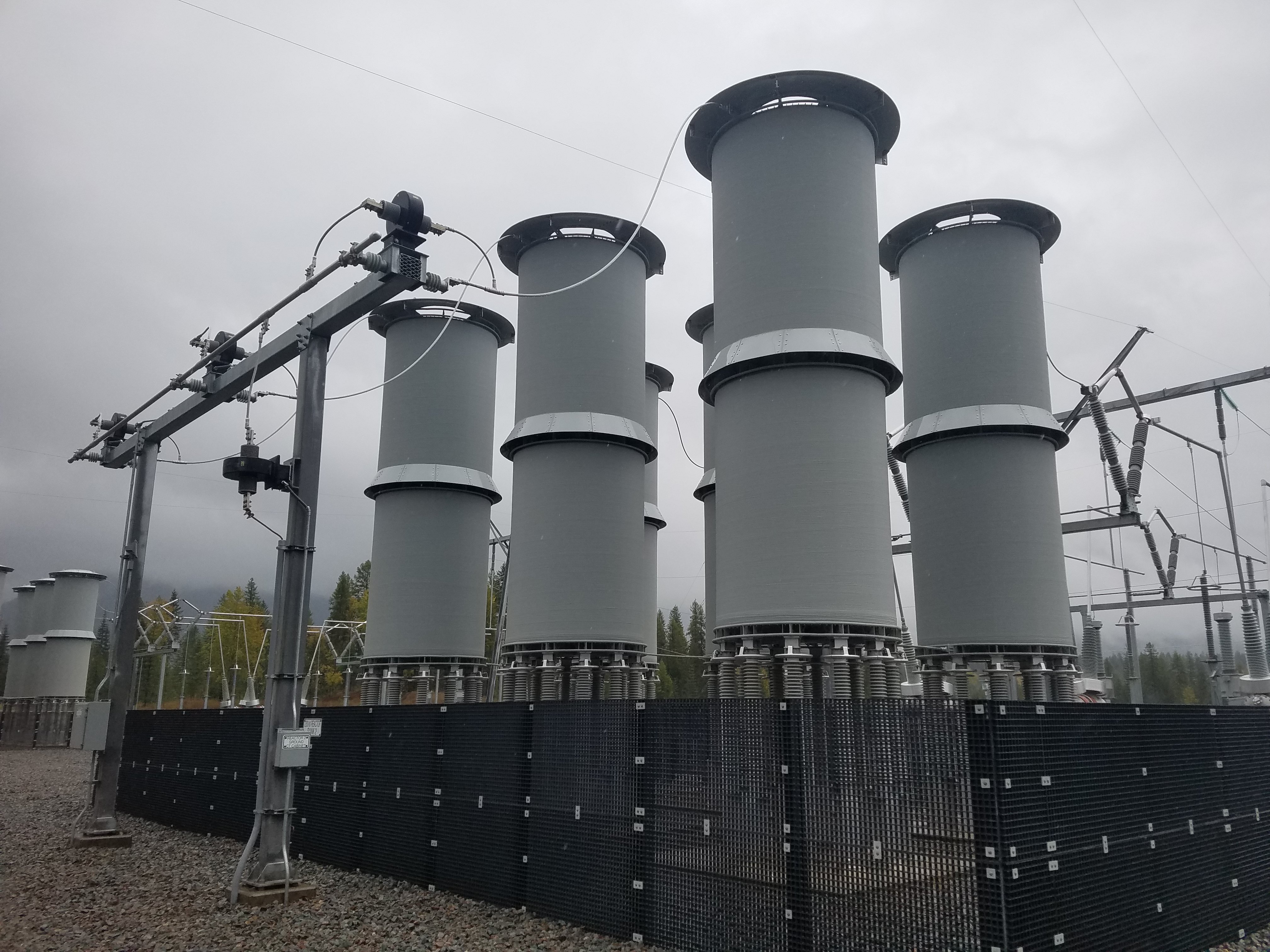
Tlumivka jako součást trafostanice

Tlumivka je cívka ve tvaru válce nebo prstence (toroidu). V cívce může být vloženo jádro z feromagnetického materiálu, které zvýší indukčnost cívky. Tlumivka akumuluje ve svém magnetickém obvodu elektrickou (elektromagnetickou) energii.
Tlumivka (cívka) je vlastně spodní propustí. Vodiči cívky prochází snadněji ty složky proudu, které mají nižší kmitočet a vyrovnává průběh proudu při skokových změnách napájecího napětí. Obvykle je vinutí cívky tlumivky zhotoveno z vodivého materiálu s minimální rezistancí (minimální ohmický odpor). Vzduchovou tlumivku není téměř možno magneticky přesytit. Průběh závislosti magnetického toku na proudu je téměř lineární v celém rozsahu. Indukčnost cívky s feromagnetickým jádrem je lineární jen do oblasti plného nasycení. Po dosažení kolene hysterezní křivky indukčnost téměř neroste.
Indukčnost je v elektrickém obvodu používána k blokování signálů vyšší frekvence a blokování rychlé změny proudu. Pro vyšší frekvence a rychlé změny má indukčnost zvýšenou reaktanci. Pro signály nižších frekvencí má reaktanci nižší. Pro ustálený stejnosměrný proud tlumivkou se uplatňuje jen rezistance (elektrický odpor) vinutí.
Proud cívkou je stavová veličina, což znamená, že se nemůže měnit skokem, ale pouze spojitě. Napětí na svorkách cívky se může měnit skokově. Skokově může měnit velikost i polaritu.
Obvyklé požadavky na tlumivku:
- Minimální odpor vodiče (R).
- Minimální parazitní kapacitance (C – vodič/vodič, vodič/zem). Konstrukce bývá zhotovena tak, aby ji bylo možno zanedbat {\displaystyle C\rightarrow 0}.
- Odpovídající reaktance ({\displaystyle X_{L}=\omega \cdot L=2\cdot \pi \cdot f\cdot L}).
- Akumulovaná energie ({\displaystyle A_{L}={\frac {1}{2}}\cdot L\cdot I^{2}})